# Koripallon miesten SM-sarjakausi 1954
La Koripallon miesten SM-sarjakausi 1954 è stata la 14ª edizione del massimo campionato finlandese di pallacanestro maschile. La vittoria finale è stata ad appannaggio del Pantterit.

## Risultati

### Stagione regolare
|     | Squadra                  | G  | V  | N | P  | PF   | PS   | Pt. | Qualificazione |
| --- | ------------------------ | -- | -- | - | -- | ---- | ---- | --- | -------------- |
| 1.  | Pantterit                | 22 | 19 | 1 | 2  | 1517 | 1258 | 39  |                |
| 2.  | Sörnäisten NMKY          | 22 | 17 | 1 | 4  | 1492 | 1262 | 35  |                |
| 3.  | Työväen Maila-Pojat      | 22 | 17 | 0 | 5  | 1483 | 1292 | 34  |                |
| 4.  | Helsingin Jyry           | 22 | 11 | 3 | 8  | 1314 | 1320 | 25  |                |
| 5.  | Karhun Pojat             | 22 | 11 | 0 | 11 | 1345 | 1306 | 22  |                |
| 6.  | Tampereen Pyrintö        | 22 | 10 | 1 | 11 | 1297 | 1360 | 21  |                |
| 7.  | Helsingin Urheilijat -41 | 22 | 9  | 2 | 11 | 1250 | 1211 | 20  |                |
| 8.  | Eiran Kisa-Veikot        | 22 | 9  | 1 | 12 | 1305 | 1377 | 19  |                |
| 9.  | Kipo                     | 22 | 7  | 2 | 13 | 1291 | 1310 | 16  |                |
| 10. | Hels. Kisa-Toverit       | 22 | 6  | 2 | 14 | 1132 | 1382 | 14  |                |
| 11. | Pispalan Tarmo           | 22 | 6  | 1 | 15 | 1226 | 1382 | 13  | retrocesse     |
| 12. | Helsingin NMKY           | 22 | 3  | 0 | 19 | 1204 | 1497 | 6   | retrocesse     |

| Koripallon miesten SM-sarjakausi 1954 |
| ------------------------------------- |
| Pantterit 9º titolo                   |

## Formazione vincitrice
| N° | Naz.                 | Ruolo | Sportivo       |  | Alt. |  |
| -- | -------------------- | ----- | -------------- |  | ---- |  |
|    | Finlandia (bandiera) |       | Esko Karhunen  |  |      |  |
|    | Finlandia (bandiera) | G     | Seppo Kuusela  |  |      |  |
|    | Finlandia (bandiera) |       | Raine Nuutinen |  | 190  |  |
|    | Finlandia (bandiera) |       | Olavi Lahtinen |  |      |  |
|    | Finlandia (bandiera) |       | Juhani Kala    |  | 183  |  |